# Radon, Orne
Radon är en kommun i departementet Orne i regionen Normandie i nordvästra Frankrike. Kommunen ligger i kantonen Alençon 3e Canton som tillhör arrondissementet Alençon. År 2018 hade Radon 1 037 invånare.

## Befolkningsutveckling
Antalet invånare i kommunen Radon
| Referens: INSEE |